# 20 messidor
20 prairial 20 thermidor
Le décadi 20 messidor, officiellement dénommé jour du parc, est le 290e jour de l'année du calendrier républicain.
C'était généralement le 8e jour du mois de juillet dans le calendrier grégorien.